# Tapetenfabrik Leroy

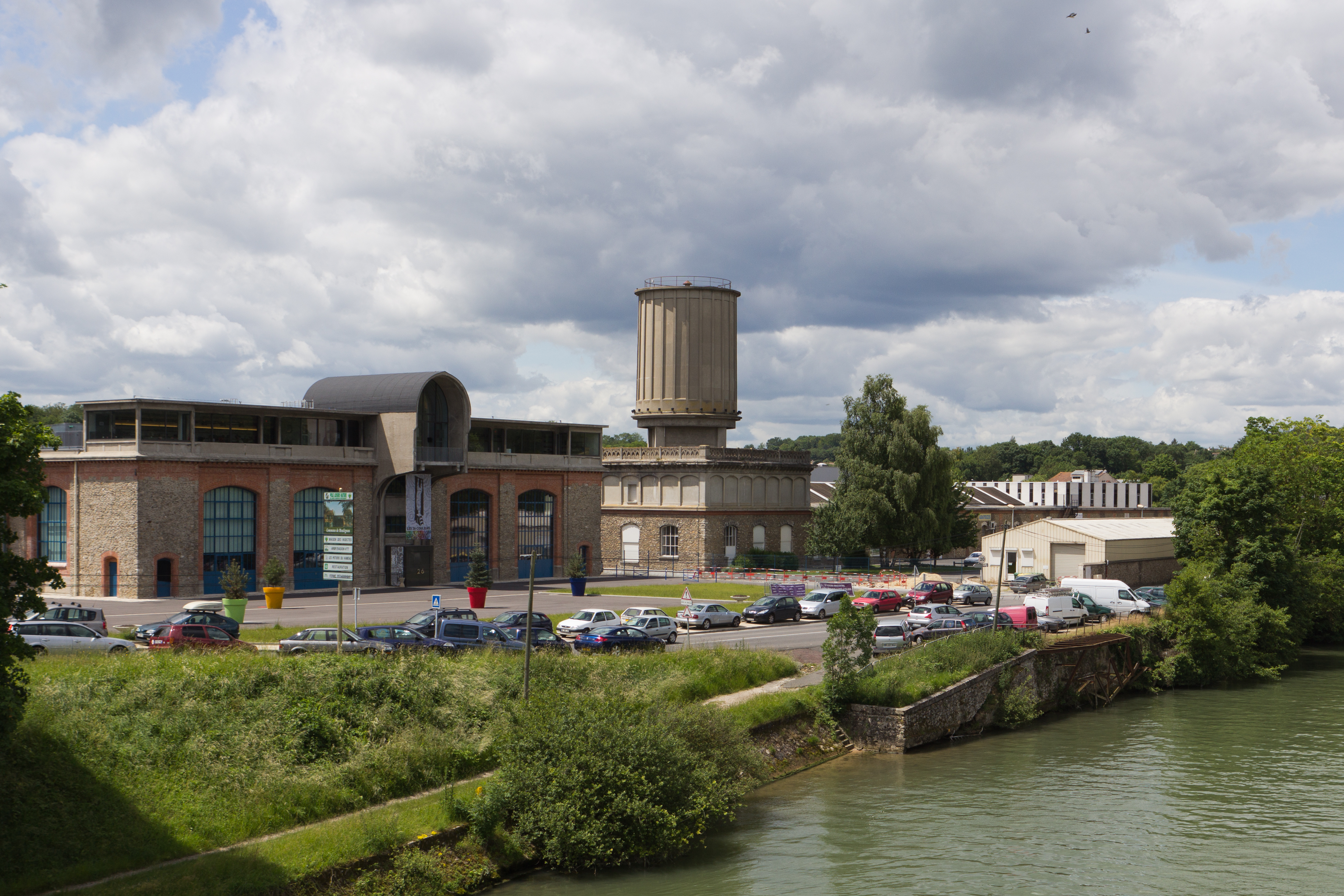
Tapetenfabrik Leroy

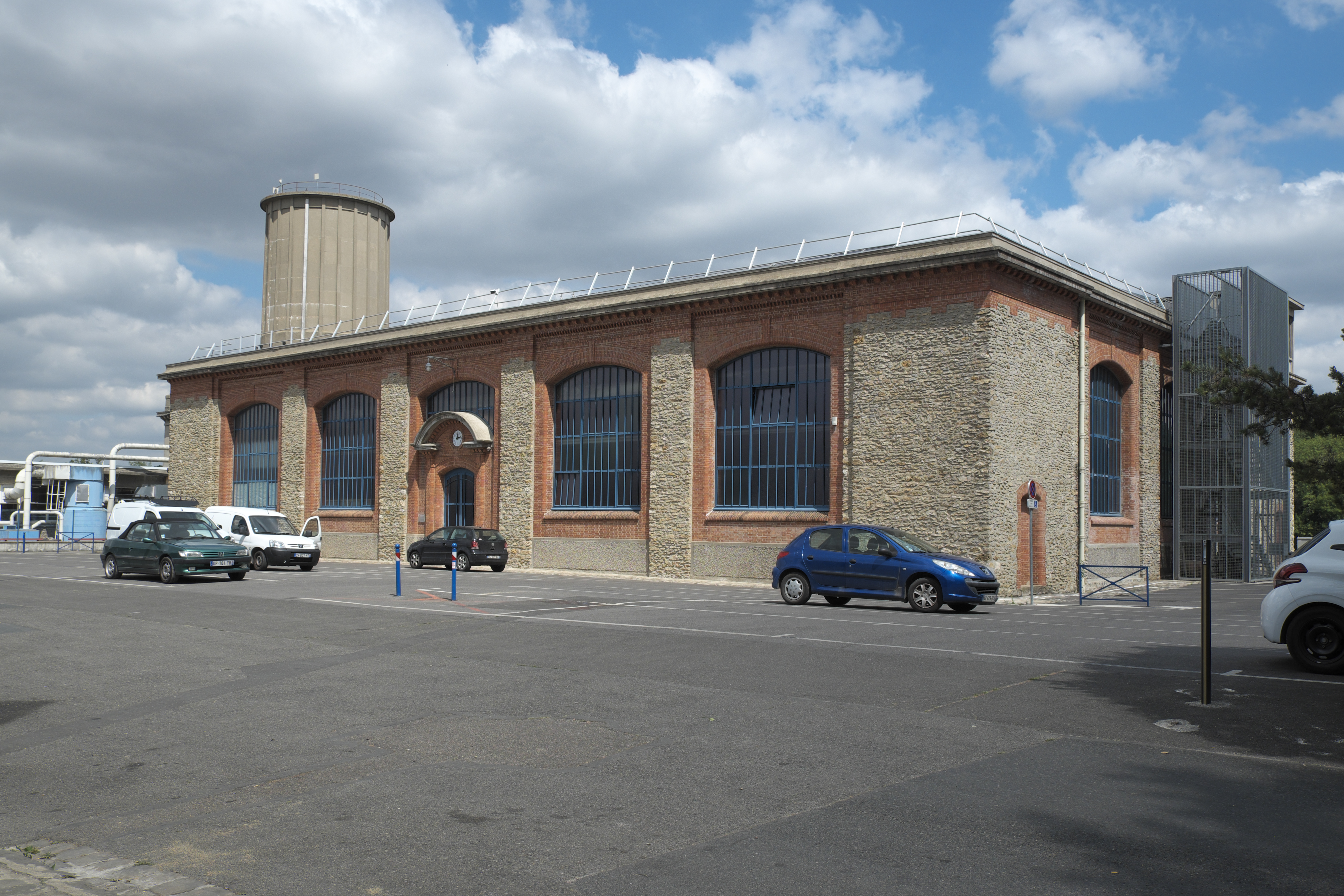
Fabrikhalle

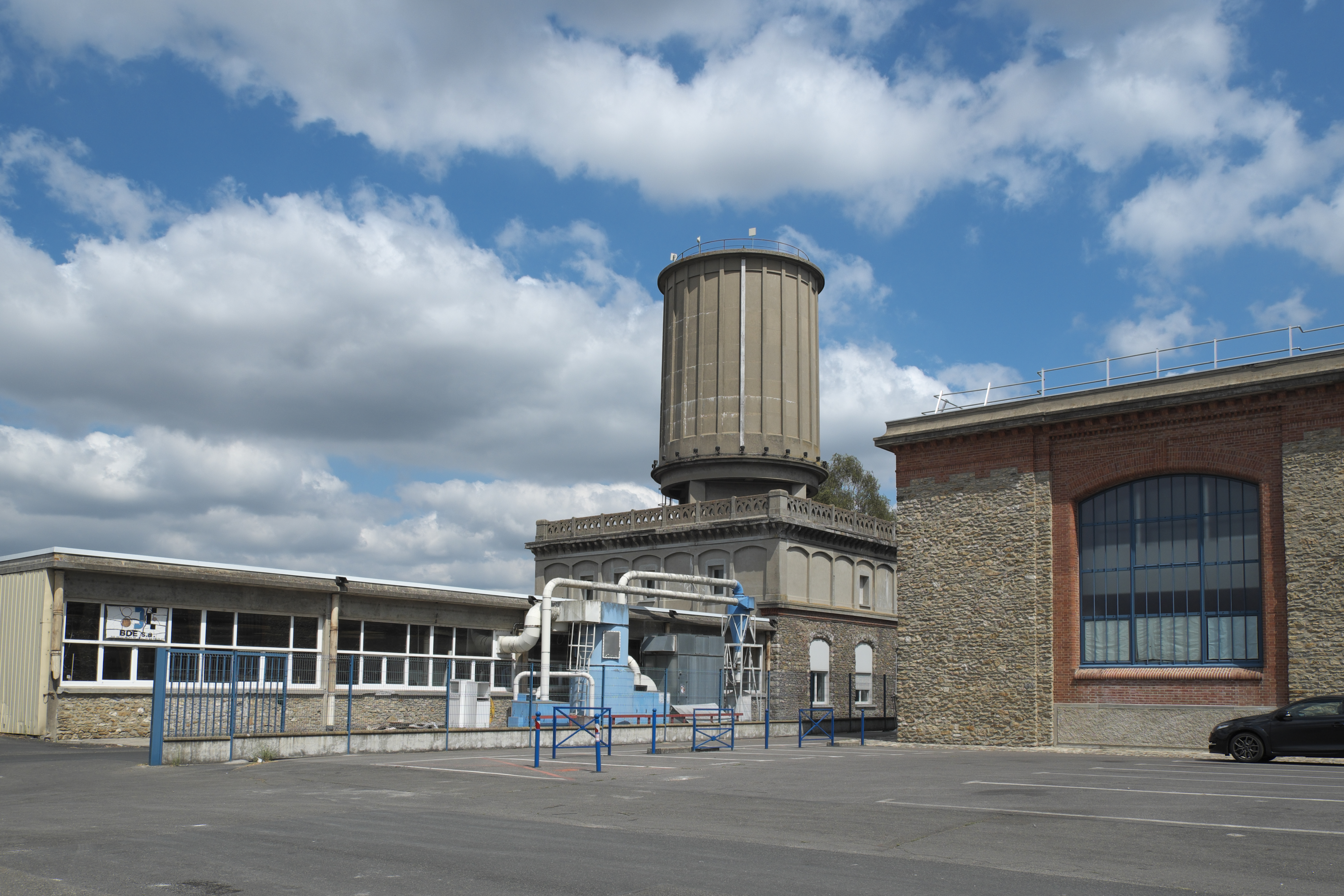
Kraftwerk

Die Tapetenfabrik Leroy in Saint-Fargeau-Ponthierry im Département Seine-et-Marne in der französischen Region Île-de-France wurde 1913/14 errichtet und war nach dem Ersten Weltkrieg bis 1982 in Betrieb. Im Jahr 1986 wurden Teile der ehemaligen Fabrik als Monument historique in die Liste der Baudenkmäler in Frankreich aufgenommen, im Jahr 2006 folgten die Fassaden und die Dächer.

## Geschichte
Im Jahr 1842 gründete Louis-Isidore Leroy (1816–1899) in Paris eine Tapetenfabrik. 1912 verlagerte Maurice-Isidore Leroy (1877–1933), der Enkel von Louis-Isidore, die Fabrik nach Ponthierry, heute ein Ortsteil von Saint-Fargeau-Ponthierry. Auf einem 30 Hektar großen, am Ufer der Seine und in der Nähe der Nationalstraße N 7 gelegenen Gelände, mit Eisenbahnanschluss nach Corbeil-Essonnes und Melun, ließ Maurice-Isidore Leroy, der von 1912 bis 1929 Bürgermeister von Ponthierry war, Fabrikgebäude nach Entwürfen des für seine modernen, funktionellen Industriebauten bekannten Architekten Paul Friesé (1851–1917) errichten. In der Nähe der Fabrikgebäude ließ Maurice Leroy auch eine Arbeitersiedlung (Cité Leroy) mit 144 identischen Wohnhäusern und Gärten einschließlich eines Krankenhauses für seine 500 Mitarbeiter bauen, die ebenfalls von Paul Friesé entworfen wurden. Im 19. und 20. Jahrhundert war die Tapetenmanufaktur Leroy ein Vorreiter für technische Neuerungen und geschätzt wegen der Vielfalt ihrer Tapetenmuster.

## Fabrikgebäude
Für einen Teil der Fabrikgebäude wurde Stahlbeton verwendet, ein zu Beginn des 20. Jahrhunderts noch neuartiger Baustoff. Die Lagerhalle ist aus Ziegel und Bruchstein errichtet. Die Produktionsräume waren den einzelnen Fabrikationsschritten angepasst, sie waren hell für die Zeichner und Graveure und gut belüftet, um das Trocknen des Papiers zu gewährleisten. Ein eigenes Dampfkraftwerk diente zur Erzeugung der Energie. In der Fabrik wurden nicht nur Tapeten hergestellt, sondern auch Tapetendruckmaschinen entwickelt und gebaut.
Nach dem Niedergang ab den 1970er Jahren wurde die Fabrik, in der zeitweise über 600 Mitarbeiter beschäftigt waren, 1982 geschlossen. Im Jahr 2000 kaufte die Gemeinde Saint-Fargeau-Ponthierry die Gebäude. In der ehemaligen Fabrikhalle wurden ein Theatersaal, ein Restaurant und ein Kulturzentrum (26 couleurs) eingerichtet, das 2011 eröffnet wurde. Vom ersten Stock des Gebäudes sieht man auf das Ufer der Seine, auf der mit Schiffen die Kohle für das Kraftwerk angeliefert wurde.

## Druckmaschine26 couleurs

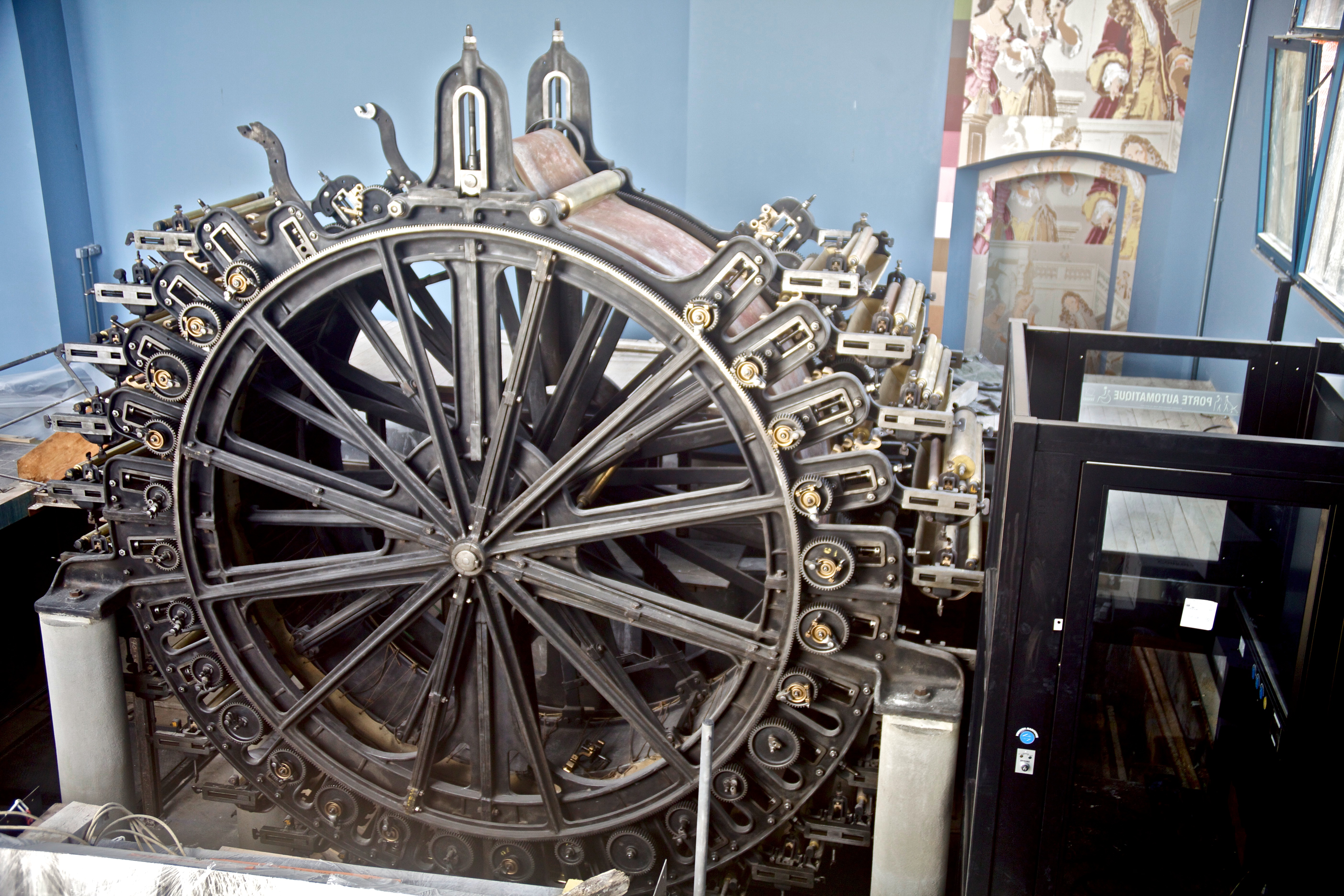
26-Farben-Druckmaschine

Der Name des Kulturzentrum 26 couleurs bezieht sich auf eine Tapetendruckmaschine, die in einem Ausstellungsraum aufgestellt ist. Diese Maschine, die gleichzeitig Papierrollen in 26 verschiedenen Farben drucken konnte, war eine Erfindung von Louis-Isidore Leroy. Sie galt als Weltneuheit, als er sie auf der Weltausstellung 1878 in Paris vorstellte. Die Druckmaschine wurde 2003 als Monument historique in die Liste der beweglichen Kulturgüter (Base Palissy) in Frankreich aufgenommen.